# فرشته‌ماهی
فرشته‌ماهی (به انگلیسی: Pterophyllum)، یک جنس کوچک از ماهیان آکواریوم است که اندازه بالغین آن تا ۱۵ سانتیمتر می‌رسد و زیستگاه اصلی آن‌ها در رودخانه آمازون، رودخانه‌ها و باتلاقهای آمریکای جنوبی است. فرشته‌ماهی گیاه‌خوار و غذای آن مخلوطی از غذاهای پولکی و یخ زده و زنده می‌باشد.